# 吉野川市立川田西小学校
吉野川市立川田西小学校（よしのがわしりつ かわたにししょうがっこう）は、かつて徳島県吉野川市山川町川田にあった公立小学校。2018年3月に閉校となり、吉野川市立高越小学校に再編された。

## 沿革
- 1880年（明治13年） - 創立。
- 1886年（明治19年） - 川田尋常小学校と改称。
- 1889年（明治22年） - 川田西尋常小学校と改称。
- 1941年（昭和16年） - 川田西国民学校と改称。
- 1947年（昭和22年） - 川田町川田西小学校と改称。
- 1955年（昭和30年） - 町村合併のため山川町川田西小学校となる。
- 2004年（平成16年） - 町村合併のため吉野川市立川田西小学校となる。
- 2018年（平成30年）3月31日 - 川田西・川田・川田中・種野の4小学校が統合し、同年4月1日より吉野川市立高越小学校に再編されるに伴い閉校。同年3月23日に閉校式が行われた。